# اپرا سن خوزه

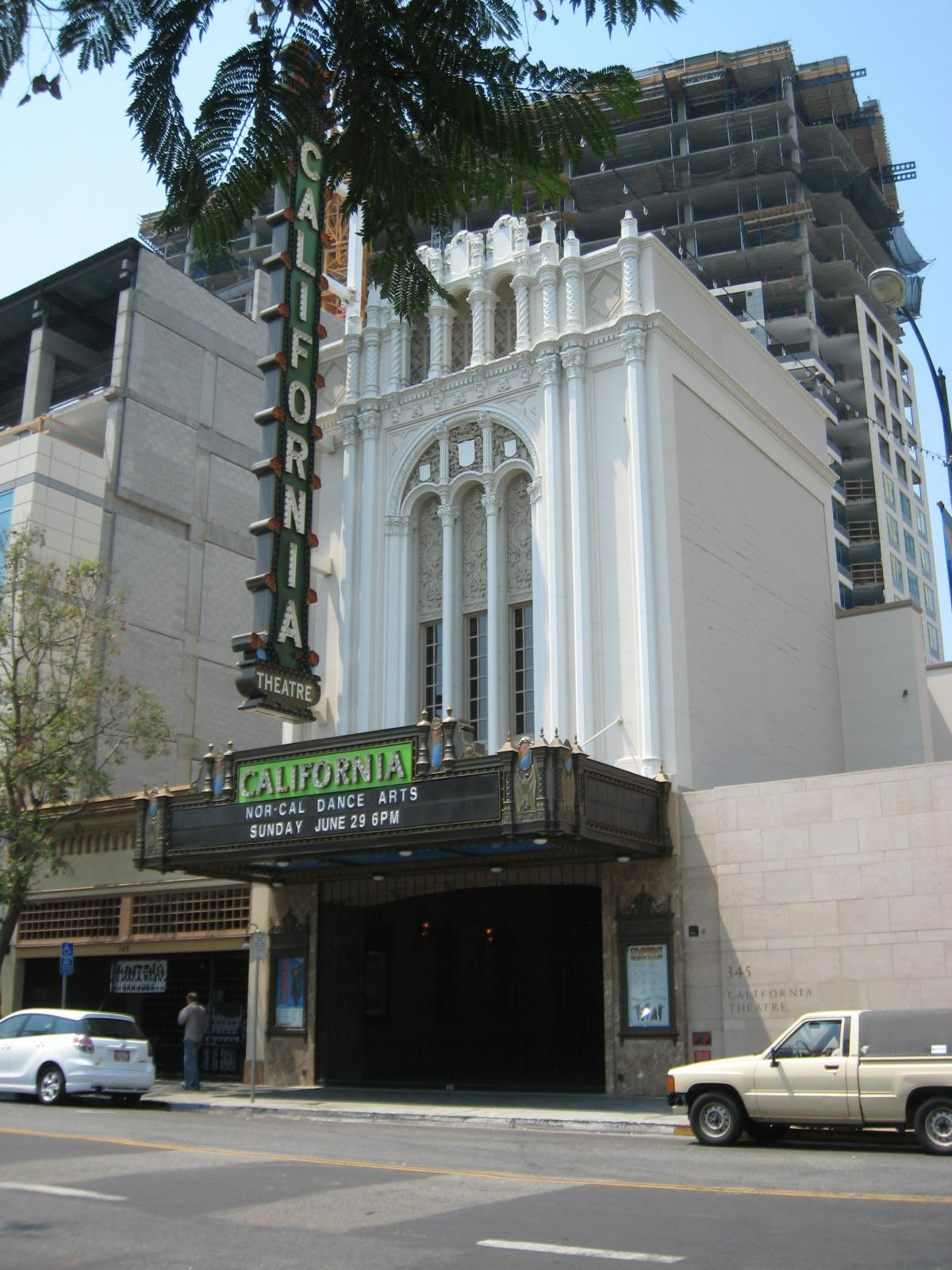
تئاتر کالیفرنیا در سال ۲۰۰۸

اپرا سن خوزه یک شرکت و سالن اپرای آمریکایی است که در سال ۱۹۸۴ توسط ایرنه دالیس (۱۹۲۵-۲۰۱۴) در سن خوزه، کالیفرنیا تأسیس شد.

## تاریخچه
اپرا سن خوزه در سال ۱۹۸۴ توسط خواننده میزانس سوپرانو ایرنه دالیس (۱۹۲۵-۲۰۱۴) تاسیس شد که به مدت ۳۰ سال تا زمان بازنشستگی وی در سال ۲۰۱۴ این شرکت را مدیریت کرد.
این شرکت دو ساختمان آپارتمانی را خریداری کرد تا به هنرمندان خانه‌های بدون اجاره ارائه کند.
اجراها در ابتدا در تئاتر مونتگومری در مجتمع تالار مدنی سن خوزه اجرا می‌شد تا اینکه در سال ۲۰۰۴ تولیدات به تئاتر تاریخی کالیفرنیا که به تازگی بازسازی شده بود منتقل شد.
لری هنکوک از سال 2014 تا زمان بازنشستگی او در سال 2019 به عنوان مدیر کل خدمت کرد، در این مرحله او مدیر هنری خوری دستور را به عنوان جانشین خود معرفی کرد. جوزف مارچزو از سال 2014 مدیر موسیقی و رهبر ارکستر اصلی است. در ژوئن 2021، دستور به عنوان مدیر کل بعدی و مدیرعامل هیوستون گرند اپرای انتخاب شد، که از ژانویه 2022 آغاز می شود. اپرا سن خوزه انتصاب کارگردان تحسین شده اپرا و تئاتر، Shawna Lucey را به عنوان مدیر کل و مدیر عامل جدید خود اعلام کرد. در دسامبر 2021. انتصاب لوسی به عنوان چهارمین مدیر کل در تاریخ اپرا سن خوزه در ژانویه 2022، در اواسط فصل سی و هشتم این شرکت، با نظارت بر تولیدات کارمن بیزه و داستان غربی برنشتاین و همچنین بازگشت مسابقه آواز ایرنه دالیس آغاز شد.